# ガヴィーノ・レッダ
ガヴィーノ・レッダ（Gavino Ledda、1938年‐）はイタリアの言語学者。サルデーニャ島シリゴ生まれ。
羊飼いの家に生まれ、小学校の教育を受けたのち、父親の羊番を手伝うことになる。
その後、ドイツに出稼ぎに行こうとしたが文盲のためその意図を果たせず。イタリア陸軍に兵士として入隊し、中学校卒業資格を得て、ローマ大学で言語学を学び、1969年、32歳で卒業、サルデーニャ島のサッサリ大学で講師の職を得、方言学の研究に携わる。
1975年Padre Padroneを出版し、ヴィアレッジョ賞を受賞。この小説は『父 パードレ・パドローネ』としてパオロ&ヴィットリオ・タヴィアーニ監督により映画化された。この映画はカンヌ映画祭でグランプリを受賞している。その後、レッダは、大学の教職を退き、故郷のシリゴに土地を購入して、農業と牧畜に携わっている。

## 著書
- ガヴィーノ・レッダ『父　パードレ・パドローネ　ある羊飼いの教育』朝日新聞社　1995年（平凡社　1982年の再版、原著は1975年の刊行） - ヴィアレッジョ賞受賞
- ガヴィーノ・レッダ『鎌の言葉』（1977年、前書の続編、レッダ自身の監督、主演でフランス=イタリアの合作映画とし、『イブリスというタイトルで』映画化された。）
- ガヴィーノ・レッダ『黄金の大地』（1991年）